# شرکت فولاد مبارکه اصفهان
گروه فولاد مبارکهٔ اصفهان، بزرگ‌ترین واحد صنعتی خصوصی ،دولتی در ایران و بزرگ‌ترین شرکت فولادسازی در خاورمیانه است که در جنوب شهر کَرکِوَند و جنوب‌غربی شهر مبارکه قرار دارد. فولاد مبارکه هم‌اکنون محرک بسیاری از صنایع بالادستی و پایین‌دستی است.
فولاد مبارکه در ۱۱ دوره جایزهٔ ملی تعالی سازمانی و ۶ دوره جایزهٔ شرکت دانشی در کشور رتبهٔ نخست را به‌ دست آورده است و همچنین این شرکت در سال ۱۳۹۱ برای نخستین‌بار به عنوان تنها شرکت ایرانی با کسب امتیاز ۶۵۴ تندیس زرین جایزهٔ ملی تعالی سازمانی را از آن خود کند. این رتبه برای دومین‌ بار با امتیاز ۶۸۲ در سال ۱۳۹۳ تکرار شد و شرکت فولاد مبارکه به عنوان سازمان سرآمد سال برگزیده شد. حضور در میان ۲۵ شرکت برتر دانشی آسیا مانند سامسونگ، تویوتا و … برای نخستین‌بار در خاورمیانه (در سال‌های ۲۰۱۵ و ۲۰۱۷) از دیگر افتخارات چند سال گذشتهٔ این شرکت است.
گروه فولاد مبارکهٔ اصفهان اکنون مواد اولیهٔ بیش از ۳٬۰۰۰ کارخانه و کارگاه تولیدی کشور در صنایع لوله و پروفیل، نفت، گاز و پتروشیمی، خودرو، موتورهای الکتریکی، لوازم خانگی، فلزی سبک و سنگین، ساختمانی، غذایی، کشتی‌سازی و سازه‌های دریایی و … را تأمین می‌نماید. شرکت هر ساله بخشی از محصولات خود را در راستای ارتقای کیفیت، برآورده نمودن نیازهای ارزی و حضور پیوسته در بازارهای جهانی و توسعهٔ آن صادر می‌کند و با توجه به اعتبار کسب شده در بازار جهانی هم‌اکنون پتانسیل و اعتبار لازم جهت صادرات به بیش از ۳۸ کشور جهان را دارد.
این مجتمع در ۷۵ کیلومتری جنوب‌غربی شهر اصفهان، در زمینی به وسعت ۳۵ کیلومترمربع (۱۷ کیلومتر مربع سالن تولید) استقرار یافته است و دارای ظرفیت تولید سالانهٔ ۱۰٫۳ میلیون تن (پایان سال ۹۷ در گروه فولاد مبارکه) شامل انواع محصولات فولادی تخت، گرم و سرد نوردیده، قلع‌اندود، گالوانیزه و رنگی از ضخامت ۰٫۱۸ تا ۱۶ میلی‌متر می‌باشد. شرکت فولاد مبارکه در نیمه دوم سال ۱۴۰۱ موفق به تولید ورق استنلس استیل (فولاد زنگ‌نزن) که یکی از پرکاربردترین ورق‌های فولادی است، شده‌ است. تولید انبوه این محصول از آغاز سال ۱۴۰۲ تاکنون با گنجایش سالانه ۵۰ هزار تن انجام می‌گیرد و بدین وسیله از خروج سالانه ۲۰۰ میلیون دلار ارز از کشور جلوگیری می‌شود.
گروه فولاد مبارکه یکی از معدود شرکت‌های فولادسازی ایران است که توانسته مالک زنجیره کاملی در تولید فولاد از معدن‌کاری سنگ‌آهن تا نورد فولاد و تولید انواع محصولات پوشش‌دار و تخت باشد.
این گروه در سال ۱۳۹۹ موفق به کسب بیش از ۵۸ هزار میلیارد تومان سود خالص شده است که با این اوصاف به یکی از سودآورترین شرکت‌های ایران بدل گشته است.

## تاریخچه
فعالیت این شرکت از دهه ۱۳۶۰ آغاز شد و با وجود شرایط دشوار جنگ تحمیلی، توانست به‌سرعت مسیر توسعه را طی کند. شرکت فولاد مبارکهٔ اصفهان در ۲۳ دی‌ماه ۱۳۷۱ بهره‌برداری شد و اکنون یکی از بزرگ‌ترین واحدهای صنعتی و بزرگ‌ترین مجتمع تولید فولاد در ایران است. این شرکت در زمینی به مساحت ۳۵ کیلومتر مربع در نزدیکی شهر مبارکه و در ۷۵ کیلومتری جنوب غربی شهر اصفهان واقع شده است.
نخست هدف از ساخت مجتمع فولاد مبارکه، طرح‌توسعه ذوب‌آهن اصفهان بوده که پس از انقلاب طرح ساخت آن به‌شکل شرکتی مستقل از ذوب‌آهن به اجرا درآمد. به‌علاوه در طرح اولیه که پیش از انقلاب تدوین گردید قرار بود تجهیزات و ماشین‌آلات فولاد مبارکه توسط ماشین‌سازی اراک ساخته شود.
عملیات اجرایی این مجتمع در سال ۱۳۶۰ آغاز گردید و در دوران جنگ ایران و عراق و در حالی که منطقه زیر حملات هوایی جنگنده‌های عراقی بود، به‌دست صنعتگران ایرانی ادامه یافت. فعالیت‌های ساختمانی و فنی اجرا شده در دوران ساخت این مجتمع در خاورمیانه در نوع خود کم‌نظیر بوده و نزدیک به ۱۸ میلیون و ۷۰۰ هزار متر مکعب خاک‌برداری و بالغ بر یک میلیون و ۸۴۵ هزار متر مکعب بتن‌ریزی، یک میلیون و ۸۰۰ هزار متر مربع قالب‌بندی و ۸۰ هزار تن آرماتور، حدود ۱۵۰ هزار تن اسکلت فلزی، یک میلیون متر مربع نصب پوشش و بالغ بر ۵۰۰ هزار تن تجهیزات و ماشین‌آلات در آن نصب گردیده است.
نخستین کورهٔ قوس الکتریکی واحد فولادسازی این مجتمع در مهرماه سال۱۳۷۰ راه‌اندازی شد و در ۲۳ دی‌ماه سال ۱۳۷۱ خطوط تولید این کارخانهٔ بزرگ توسط رئیس‌جمهور وقت افتتاح گردید؛ با ورود محصولات فولادی این شرکت به بازار و افزایش تدریجی تولید تا سقف ظرفیت اسمی ۴٫۲ میلیون تن بخش عمدهای از نیاز کشور به این کالای استراتژیک بر طرف گردید. این شرکت در سال‌های پس از رسیدن به ظرفیت اسمی با کسب تجربه و توانمندی اقتصادی برای پاسخگویی به نیاز روزافزون بازار داخلی و خارجی و استفاده بهینه از تجهیزات و ماشین‌آلات تولیدی موجود اقدام به برنامه‌ریزی برای افزایش تولید در قالب طرح‌های توسعه نمود و با استفاده از منابع مالی حاصل از فروش داخلی و ارزی شرکت و استفاده از اعتبارات مالی، ریالی و ارزی، نخستین مرحلهٔ طرح‌های توسعهٔ زیر سقف داخل شرکت را اجرا نمود و ظرفیت خود را به ۴٫۵ میلیون تن و سپس در سال ۱۳۹۵ به ۲٫۷ میلیون تن رسانید. در نیمهٔ اول سال ۱۳۹۶ در کل گروه فولاد مبارکه ظرفیت به ۳٫۱۰میلیون تن ارتقاء یافت. تولید ۸٫۱۲ میلیون تن فولاد تا سال ۱۳۹۸ و ۲۵ میلیون تن در افق ۱۴۰۴ در کل گروه برنامه‌ریزی نموده است. شرکت فولاد مبارکه از شرکت‌های پیشرو ایرانی است که در زمینهٔ تولید ورق‌ فولادی فعالیت می‌نماید. این شرکت با مأموریت «ایفای نقش محوری در توسعهٔ صنعتی، اقتصادی و اجتماعی کشور و ارتقای سطح فناوری صنعت فولاد، به عنوان سازمانی جهان تراز» حدود پنجاه درصد از فولاد کشور را با ایجاد اشتغال مستقیم و غیرمستقیم برای ۳۵۰٬۰۰۰ نفر تولید می‌نماید. به‌طوری‌که این شرکت دارای رکورد تولید ۵٫۷ میلیون تن انواع محصولات فولادی تخت گرم و سرد نوردیده، قلع‌اندود، گالوانیزه و رنگی از ضخامت ۰٫۱۸ تا ۱۶ میلی‌متر و تختال با احتساب تولید فولادسازی در مجتمع فولاد سبا و مجتمع فولاد هرمزگان می‌باشد.
گروه شرکت‌های فولاد مبارکهٔ اصفهان اکنون مواد اولیهٔ بیش از ۳٬۰۰۰ کارخانه و کارگاه تولیدی کشور در صنایع لوله و پروفیل، نفت و گاز و پتروشیمی، خودرو، موتورهای الکتریکی، لوازم خانگی، فلزی سبک و سنگین، ساختمانی، غذایی، کشتی‌سازی و سازه‌های دریایی و … را تأمین می‌نماید. شرکت هر ساله بخشی از محصولات خود را در راستای ارتقای کیفیت، برآورده نمودن نیازهای ارزی و حضور مستمر در بازارهای جهانی و توسعهٔ آن صادر می‌کند و با توجه به اعتبار کسب شده در بازار جهانی هم‌اکنون پتانسیل و اعتبار لازم جهت صادرات به بیش از ۳۸ کشور دنیا را دارد.
فولاد مبارکه از واحدهای صنعتی پرمصرف آب اصفهان به‌شمار می‌آید. مصرف آب این کارخانه در کمترین میزان خود، ۱٫۵٪ از دبی زاینده‌رود برابر سالانه ۲۳ میلیون متر مکعب در سال است و خود یکی از عوامل کم‌آبی زاینده‌رود شناخته می‌شود.
ایرنا در گزارشی از تأثیرات این کارخانه در آلودگی هوا نوشت که اصفهان در دشت فرودست و پست جغرافیایی قرار دارد و صنایعی مانند فولاد مبارکه در مسیر باد قرار دارد و آلودگی ناشی از این کارخانه هوای شهر اصفهان را تحت شعاع قرار می‌دهد.
مردم شهرستان مبارکه سال‌ها نسبت به آلایندگی این کارخانه اعتراض داشتند و با فشارهای مدیران فولاد مبارکه، بیش از ۷ سال پروندهٔ فولاد مبارکه در محیط‌زیست نیمه‌کاره مانده بود که سرانجام با دستور لاریجانی این توقف به سرانجام رسید و اعلام شد که طبق تحقیقات و شکایت مردم بیماری‌هایی مانند ام اس، سرطان و سکته و مشکلات زیست‌محیطی ارتباط مستقیمی با این کارخانه دارد. گندله‌سازی فولاد مبارکه، مصرف روزانهٔ ۹ میلیون متر مکعب گاز و پسماند خروجی این شرکت از عواملی هستند که اثبات می‌کند کارخانهٔ فولاد مبارک آلاینده است؛ همچنین این پسماندها زمین‌های کشاورزی اطراف این شرکت را آلوده کرده است همچنین در کارخانه همواره گازهای خطرناکی چون گازهای خردلی، نارنجی، آبی و مشکی مشاهده می‌شده است.

## گزارش تحقیق و تفحص
در مردادماه ۱۴۰۱ گزارش تحقیق و تفحص مجلس شورای اسلامی از فولاد مبارکه اصفهان در ۲۹۷ صفحه منتشر شد. در این گزارش ۹۰ عنوان تخلف، انحراف و تحمیل خسارت و توزیع رانت بالغ بر صدها هزار میلیارد ریال و همچنین ضعف‌های ساختاری و نواقص قانونی مورد رسیدگی قرار گرفته است. این تخلفات در ۵ سرفصل منابع انسانی و استخدام، خرید و قراردادها، تولید و فروش، مسؤولیت‌های اجتماعی و حقوقی و مدیریتی دسته‌بندی شده که بیشترین حجم تخلف مالی در بخش فروش احراز شده است.
این شرکت از سال ۱۳۹۷ با مشکلات بسیاری مواجه شده که علت اصلی آن در سوء مدیریت، به‌کارگیری مدیران بازنشسته و تبانی پشت پرده و فسادهای احتمالی در انعقاد قراردادها و نادیده گرفتن منافع مجتمع و سهامداران بورسی آن است که تخلفات متعددی را در این مجتمع صنعتی رقم زده است. گزارش حاضر بخشی از نتایج گزارش ۳۰۰ صفحه‌ای تحقیق و تفحص از این گروه اقتصادی است. طبق گزارش تحقیق و تفحص، رقم تخلفات ۹۱ هزار و ۸۷۳ میلیارد تومان است. به گفته حسین میرزایی، رئیس گروه تحقیق و تفحص مجلس، تنها در یک مورد ۸ هزارتن فولاد به یکی از فوتبالیست‌ها داده شده است.

## حواشی مرتبط با زاینده رود
فولاد مبارکه یکی از بزرگ‌ترین مصرف کنندگان آب در اصفهان است و از آب رودخانه زاینده رود برای مصارف صنعتی خود استفاده می کند. همین موضوع سبب انتقاد دوستداران محیط زیست و کشاورزان نسبت به فعالیت این مجموعه صنعتی در اصفهان شده است.  همچنین علیرغم سرمایه گذاری این شرکت برای انتقال آب دریای عمان، گفته می شود پروژه های توسعه این شرکت که غالبا آب بر است به سرعت در حال اجراست.

## مراحل تولید
پودر سنگ آهن مورد نیاز از معادن گل گهر و چادرملو تأمین می‌شود و به‌وسیله راه‌آهن به واحد انباشت و برداشت شرکت فولاد مبارکه حمل می‌گردد.
پودر سنگ آهن انباشت شده در واحد گُندله‌سازی تبدیل به گُندله شده و در واحد احیاء مستقیم، به آهن اسفنجی تبدیل می‌گردد و سپس در کوره‌های قوس الکتریکی واحد فولادسازی ذوب می‌شود. فولاد مذاب برای تبدیل به تختال (اسلب) به ماشین‌های ریخته‌گری مداوم منتقل می‌گردد.
تختال خنک و پرداخت شده و پس از پیش گرم شدن در واحد نورد گرم، نورد شده و سپس به واحد تکمیل نورد گرم یا به واحد اسید شویی می‌رود و سپس برای کاهش ضخامت به واحد نورد سرد، ارسال می‌گردد. همچنین بخشی از محصولات سرد نوردیده به واحدهای قلع‌اندود، گالوانیزه و رنگی ارسال می‌گردد.

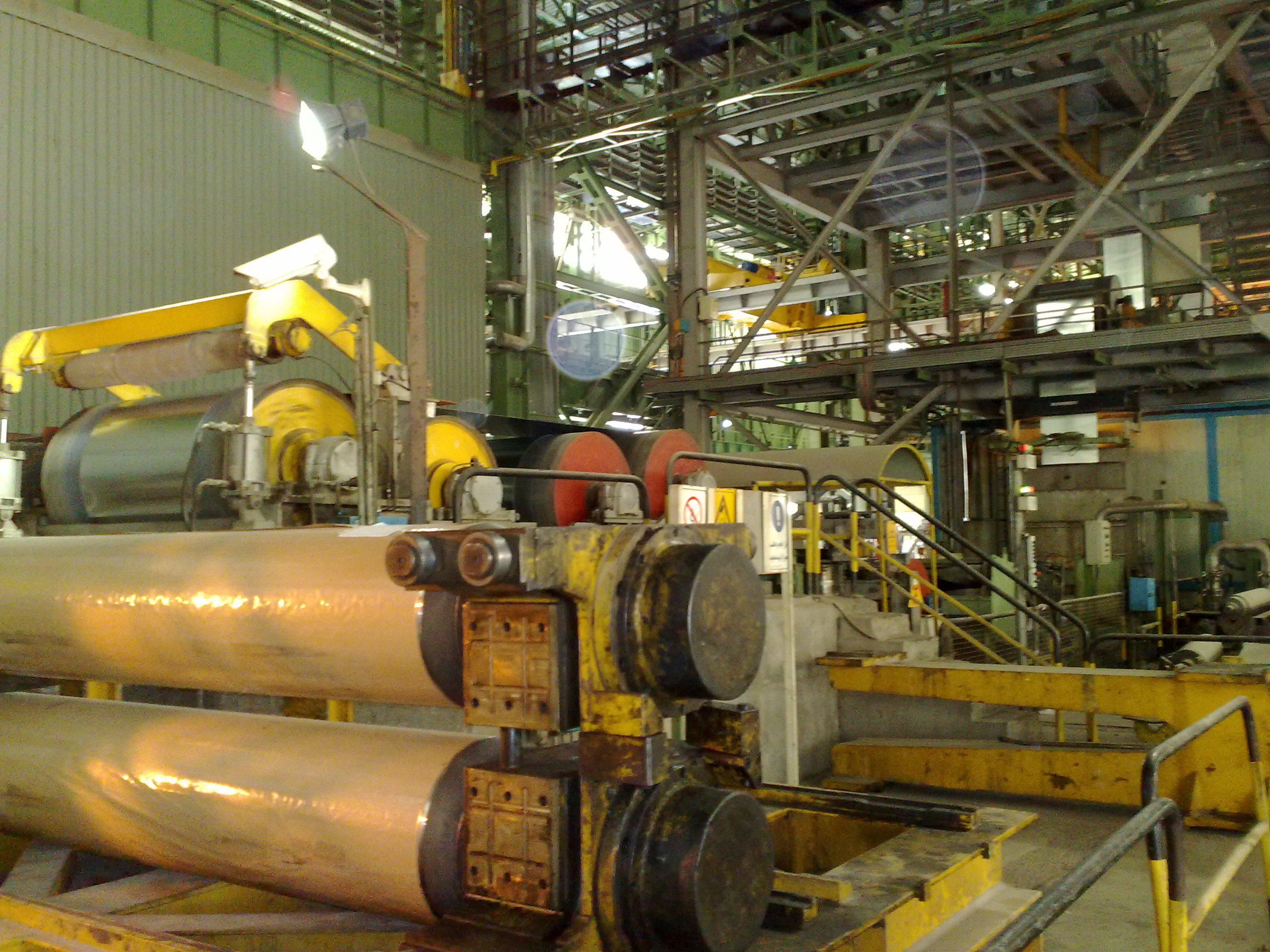
farme

## واحدها

### واحد مدیریت شهری
این واحد شامل دو قسمت فضای سبز و خدمات شهری می‌شود.
در قسمت خدمات شهری بخشهای راهبری رختکن‌ها و آبدارخانه‌ها، نظافت جاده و جوی‌ها، زیباسازی محوطه‌ها و معابر عمومی، تعمیرات و جانمایی ساختمانهای عمومی، نصب و راه‌اندازی دستگاه‌های تصفیه آب آبدا خانه‌ها و نظارت بر خشک‌شویی لباس پرسنل مشغول به فعالیت می‌باشند.

### انباشت و برداشت مواد خام
پودر سنگ آهن (کنسانتره آهن) به وسیله خط آهن از معادن داخلی مانند گل گهر و چادرملو، واقع در استان‌های کرمان و یزد به مجتمع حمل می‌شود و با نوار نقاله، به قسمت انباشت و برداشت منتقل می‌شود. ماشین‌های انباشت و برداشت کار انتقال مواد را از نقاله‌ها به دپو و بالعکس انجام می‌دهد.

### گُندله‌سازی
پودر سنگ آهن (کنسانتره آهن) در آسیاب‌های گلوله‌ای این واحد، به صورت پودر در می‌آید و پس از ترکیب با دو درصد آهک در دیسک‌هایی به صورت گندله‌هایی به قطر بین ۶ تا ۱۸میلی‌متر در می‌آید و در درجه حرارت حدود ۱۲۵۰ درجه سانتی‌گراد پخته و سخت می‌شوند.

### آهک‌سازی
سنگ آهک از معدن حوض ماهی واقع در هفده کیلومتری مجتمع تأمین می‌گردد و در دو کوره پخت دوار افقی با پیش گرم کن عمودی در دمای حدود ۱۰۵۰–۷۸۰ درجه سانتی گراد به صورت آهک پخته در می‌آید، آهک تهیه شده در واحدهای فولادسازی و واحد آهک هیدراته جهت تولید آهک هیدراته برای واحدهای بریکت‌سازی آهن اسفنجی و تصفیه خانه‌های آب استفاده می‌شود.

### احیای مستقیم
پودر سنگ آهن به صورت گندله پخته شده وارد کوره احیا از نوع سری ۶۰۰ میدرکس شده و گاز احیاکننده نیز به داخل کوره دمیده می‌شود. سپس آهن احیا شده، به صورت گلوله‌های آهن اسفنجی از کوره‌ها خارج می‌شود.

### ریخته‌گری
وظیفه این واحد تبدیل فولاد مذاب به شمش تختال با کیفیت استاندارد ابعاد مورد سفارش مشتری و تحویل آن به واحد خنک‌سازی و اصلاح شمش می‌باشد. این واحد دارای پنج ماشین ریخته‌گری دو خطه از نوع قوسی به شعاع ۱۰/۵ متر (ماشین ۱ تا ۴) و عمودی قوسی (ماشین ۵) بوده و مشخصات ابعادی محصول تولیدی به شرح زیر می‌باشد:
عرض تختال تولیدی: از ۶۵۰ میلی‌متر تا حداکثر ۲۰۰۰ میلی‌متر طول تختال تولیدی: در دو نوع تختال بلند و تختال کوتاه و ضخامت تختال تولیدی: ۲۰۰-۲۲۰-۲۵۰ میلی‌متر

### آماده‌سازی تختال
در این واحد عملیات خنک سازی، و در صورت نیاز، اصلاح و رفع عیوب یا برش طولی و عرضی تختال‌ها انجام می‌شود.

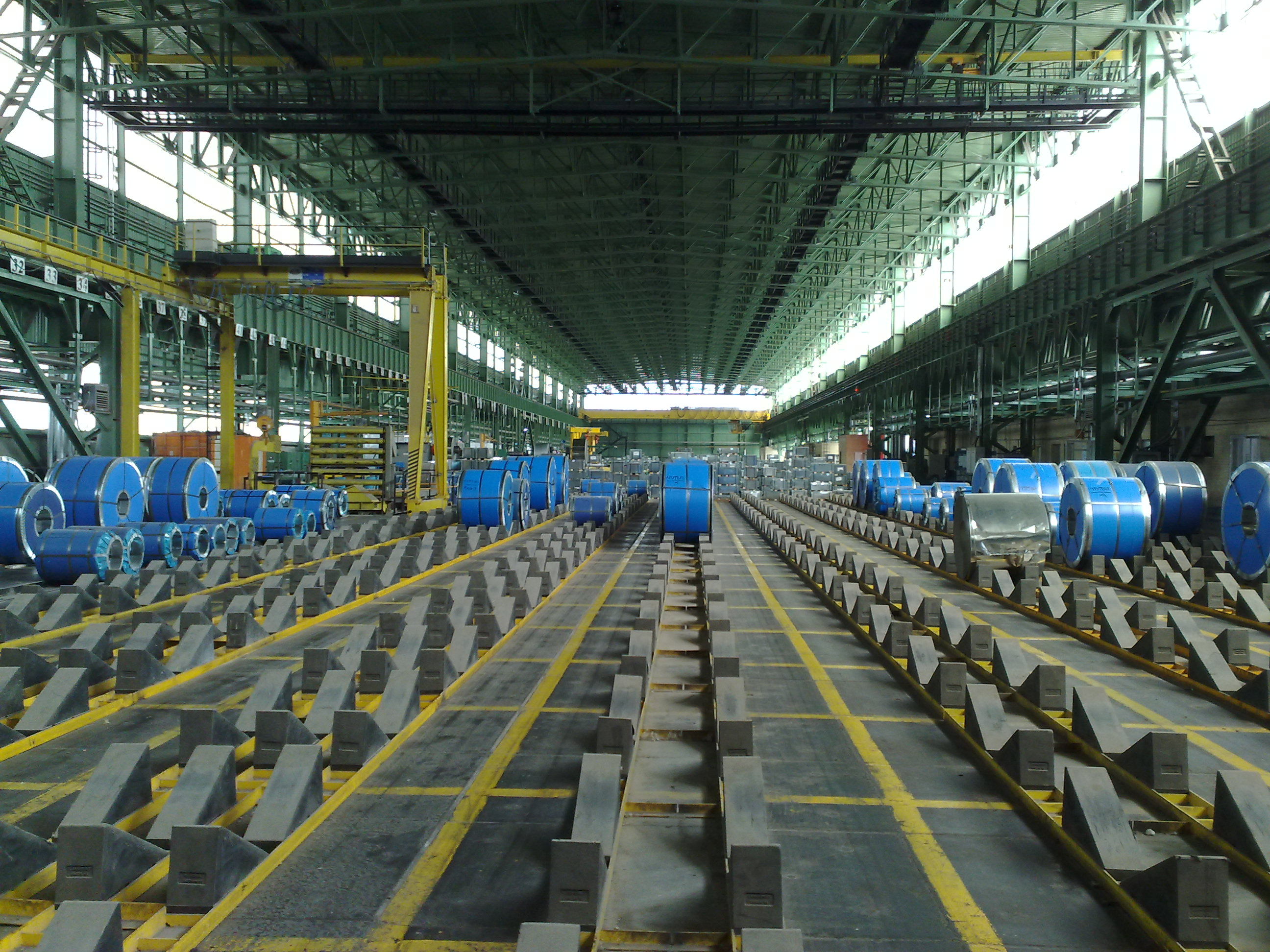

### واحد نورد گرم
تختال‌ها به واحد نورد گرم منتقل می‌شود و پس از گرم شدن تا ۱۲۸۰ درجه سانتی‌گراد، در کوره‌های پیش گرم کن و پوسته زدایی در نوردهای اولیه و نهایی نورد شده و در نهایت ضخامت آن به ۱۶ تا ۲/۱ میلی‌متر می‌رسد، که به صورت کلاف (کویل) تولید می‌گردد.

### تکمیل نورد گرم
۷۵ درصد از کلاف‌ها به واحد تکمیل نورد گرم انتقال می‌یابد. در این واحد اعمالی از قبیل کم کردن وزن کلاف، بهبود خواص مکانیکی، تسطیح ورق، برش سبک و سنگین ورق در طول‌های ۱ الی ۱۲ متر صورت می‌گیرد.

### نورد سرد
۲۵ درصد از کلاف‌های ورق تولید شده در واحد نورد گرم به نورد سرد حمل می‌شود، تا با عملیات مختلفی مانند: برطرف کردن عیوب فیزیکی، روغن‌کاری، تقلیل ضخامت، دادن خواص مکانیکی و متالورژیکی و پرداخت سطحی قرار گیرد و در قسمت‌های اسیدشویی، نورد تاندم، خط بازپخت خنثی، نورد سخت کردن سطحی، نورد پوسته‌ای، خطوط تصحیح و بُرش مورد عملیات لازم قرار گرفته و بسته‌بندی گردد.

### توزیع برق
مصرف انرژی الکتریکی مجتمع ۱۰۸۰ مگاوات ساعت برق است که حدود ۳۰۰ مگاوات ساعت آن از نیروگاه داخلی مجتمع که شامل یک نیروگاه ۲۱۰ مگاواتی بخار و یک نیروگاه گازی ۱۰۰ مگاواتی است تأمین می‌شود و بقیه از شبکه سراسری کشور دریافت می‌شود و از طریق مرکز توزیع اتوماتیک برق و ۲۸ کیلومتر تونل زیرزمینی، به سراسر مجتمع منتقل می‌شود. واحد توزیع برق مجتمع فولاد مبارکه یکی از مهم‌ترین واحدهای ناحیهٔ انرژی و سیالات می‌باشد

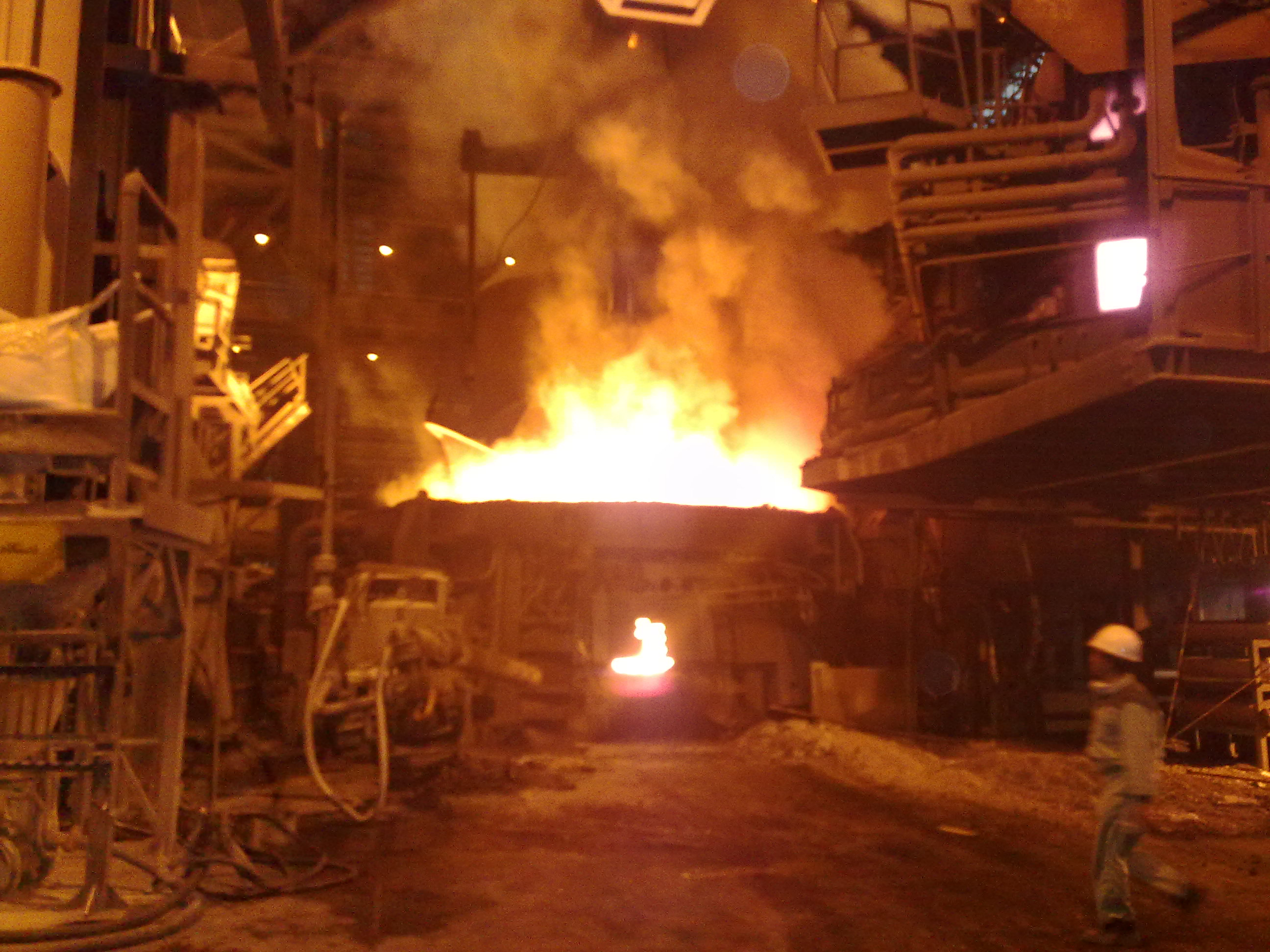

=== دفتر فنی تعمیرات ===برنامه‌ریزی شات دان‌ها، ارائه راهکارهای تعمیر و نگه داری تجهیزات، تدوین دستورالعمل‌ها، شناسایی قطعات یدکی مورد نیاز خطوط تولیدی

#### واحد تصفیه و توزیع آب
این واحد شامل سد آبگیر و تصفیه‌خانه، خط انتقال آب تصفیه شده، منابع ذخیره و تجهیزات توزیع و انتقال داخلی و برج‌های خنک‌کننده است که با برداشت آب از رودخانه زاینده رود آب مورد نیاز مجتمع را تأمین می‌کند.

#### واحد اکسیژن و هیدروژن
این واحد شامل کارگاه اکسیژن و هیدروژن است. کارگاه اکسیژن شامل دو بخش
- تولید هوای فشرده
- تولید گازهای صنعتی اکسیژن، ازت و آرگون می‌باشد.

کارگاه هیدروژن نیز تأمین‌کننده هیدروژن مورد نیاز در فرایند خالص‌سازی آرگون در نظر گرفته شده است.

#### واحد توزیع سیالات
این واحد وظیفه توزیع سیالات از قبیل: گاز طبیعی، اکسیژن، نیتروژن، آرگون، هوای فشرده، آب سرد، آب گرم، آب آشامیدنی، آب مقطر را در سراسر مجتمع به عهده دارد.

#### واحد تعمیرگاه مرکزی
این واحد انجام تعمیرات کلیه قسمت‌های مجتمع و تهیه قسمتی از قطعات یدکی مورد نیاز در کارگاه‌های مکانیک، هیدرولیک، الکترونیک، برق، ماشین کاری، اسکلت فلزی، ابزارسازی، عملیات حرارتی و آهنگری و غیره را به‌عهده دارد.

## محصولات
محصولات این شرکت شامل کلاف و ورق‌های گرم و سرد، کلاف‌های اسیدشویی، کلاف نوار باریک و تختال می‌باشد، که مطابق با استانداردهای بین‌المللی فولاد تولید می‌گردد.
محصولات فولاد مبارکه نیاز صنایع مختلف از جمله: صنعت خودروسازی، لوازم خانگی، لوله‌سازی، مخزن‌های تحت فشار، شرکت ترابری و باربری، تجهیزات فلزی سبک و سنگین و غیره را تأمین می‌کند.
محصولات این شرکت به بسیاری از کشورهای جهان در اروپا، آمریکای شمالی، خاور دور، آفریقا و کشورهای حوزه خلیج فارس صادر گردیده است.

## سهامداران
| سهامدار/دارنده                                 | سهم  | درصد   |
| ---------------------------------------------- | ---- | ------ |
| سازمان توسعه و نوسازی معادن وصنایع معدنی ایران | 36 B | ۱۷٫۱۹۰ |
| شرکت توسعه سرمایه رفاه-سهامی خاص-              | 22 B | ۱۰٫۵۴۰ |
| بانک تجارت                                     | 5 B  | ۲٫۴۹۰  |
| شرکت سرمایه‌گذاری صدرتأمین-سهامی عام-           | 5 B  | ۲٫۴۰۰  |
| مؤسسه صندوق بیمه اجتماعی روستائیان و عشایر     | 5 B  | ۲٫۳۴۰  |
| شرکت س اتهران س. خ-م ک م ف ع-                  | 4 B  | ۲٫۰۹۰  |
| شرکت بهسازان انرژی تدبیرزنگان-سهامی خاص-       | 4 B  | ۱٫۸۶۰  |
| شرکت س اخراسان رضوی س. خ-م ک م ف ع-            | 4 B  | ۱٫۶۸۰  |
| صندوق بازنشستگی کشوری                          | 3 B  | ۱٫۴۶۰  |
| شرکت توسعه و مدیریت سرمایه صبا-سهامی خاص-      | 3 B  | ۱٫۳۶۰  |
| شرکت س افارس س. خ-م ک م ف ع-                   | 3 B  | ۱٫۲۶۰  |
| شرکت س اخوزستان س. خ-م ک م ف ع-                | 3 B  | ۱٫۲۳۰  |
| شرکت تدبیرگران اقتصاد اوراسیا م. م             | M 1  |        |